# ソウルトレーン
『ソウルトレーン』（Soultrane）は、ジャズ・サックス奏者ジョン・コルトレーンが、1958年にプレスティッジ・レコードから発表したアルバム。

## 解説
1957年にプレスティッジと契約し、バンド・リーダーとしてデビューしたコルトレーンは、1959年初頭まで同社に在籍。本作は、プレスティッジで制作されたコルトレーン作品の中でも特に人気が高く、日本では『スイングジャーナル』誌選定ゴールドディスクに選ばれている。変則的にブルーノートから発売された『ブルー・トレイン』と並び、コルトレーンの初期の傑作と評されることが多い。
ビリー・エクスタインが作曲した「アイ・ウォント・トゥ・トーク・アバウト・ユー」は、その後もコルトレーンの重要なレパートリーとなり、1963年録音のライブ・アルバム『ライヴ・アット・バードランド』にも収録された。コルトレーンが超絶技巧を尽くした「ロシアの子守唄」に関して、音楽評論家のアイラ・ギトラーが書いたオリジナル・ライナーでは、コルトレーンの音楽を的確に表した造語「シーツ・オブ・サウンド」が用いられている。

## 収録曲
1. グッド・ベイト - "Good Bait"（Dameron, Basie）
2. アイ・ウォント・トゥ・トーク・アバウト・ユー - "I Want To Talk About You"（B. Eckstine）
3. ユー・セイ・ユー・ケア - "You Say You Care"（Styne, Robin）
4. テーマ・フォー・アーニー - "Theme For Ernie"（F. Lacey）
5. ロシアの子守唄 - "Russian Lullaby"（I. Berlin）

## 演奏メンバー
- ジョン・コルトレーン - テナー・サックス
- レッド・ガーランド - ピアノ
- ポール・チェンバース - ベース
- アート・テイラー - ドラム